# 特雷伯塞里克
特雷伯塞里克（英语：Trebetherick）是英格兰康沃尔郡北部沿海戴默湾的一个村庄，位于卡莫尔河东岸，与波尔齐丝相距不足一公里。当地的沙滩是旅游、冲浪胜地。村子西部的特雷伯塞里克角（Trebetherick Point）是具特殊科學價值地點。